# Henry Sébastien Sauret
Pour les articles homonymes, voir Sauret.
Henry Sébastien Sauret, né le 14 juillet 1853 à Rennes (Ille et Vilaine) et mort le 26 août 1935 à Isle (Haute-Vienne), est un militaire français, Officier général, et commandant en chef du IIIe Corps d’Armée français à Rouen.
Sa responsabilité lors de la bataille de Charleroi est l'objet de controverses historiques.

## Origines et études
Henry Sébastien Sauret est né à Rennes dans une famille d'officiers militaires français. Son père, Gervais Sauret, est capitaine au 10e régiment d’artillerie. Il fait ses études au Prytanée national militaire (1863-1872) de La Flèche. Après avoir interrompu ses études à 17 ans pour se battre lors de la guerre de 1870 en tant que soldat puis sergent au 28e régiment d’infanterie, il entre à l’Ecole Polytechnique en 1872 classé 76e sur 290, il en sort en 1873 classé 32e et choisi l’artillerie. Il commence sa carrière militaire comme sous-lieutenant au 28e régiment d’artillerie, à Rennes en 1875 puis comme lieutenant en 1876 au 35e régiment d’artillerie, à Nantes. Le 21 mai 1878, il épouse Eva Boucher.
Excellent officier et apprécié de ses chefs, on l'autorise à présenter le concours de l’Ecole superieure de guerre où il est reçu le 3 juillet 1880 au sein de la 6e promotion. Il obtient ses galons de capitaine le 8 juillet 1881. Le 9 novembre 1882, il quitte l'Ecole avec le brevet d’état-major. C'est un « bon officier, sérieux, travailleur, [mais] manquant un peu de distinction. »

De 1882 à 1889, il occupe des fonctions d'officiers dans divers régiments d'artillerie. Après deux années passées en état major au 12e corps d’armée, à Limoges, il rejoint le 17e régiment d'artillerie en tant qu'adjoint à la direction d'artillerie de la Fère. Il est muté au 21e régiment d’artillerie à Angoulême le 25 février 1887, puis au 24e régiment d’artillerie à Tarbes le 16 janvier 1889. On lui confie le commandement de la 6e puis de la 11e batterie.
À partir de 1893, il travaille à l'état-major du 11e corps d’armée, il est nommé chef d'escadron. Le 13 août 1896, il est félicité par le ministre « pour le zèle, l’activité et les aptitudes dont il a fait preuve dans l’exécution de travaux et exercices du service d’état-major au 11e corps d’armée. »
Le 21 octobre 1896, il commande un groupe du 36e régiment d’artillerie basé à Clermont-Ferrand.

### Années 1900

Le général Hély d'Oissel et le général Sauret en 1913.

Après avoir occupé des postes dans divers régiments d’artillerie, il assure la fonction de chef d’état-major de l’artillerie du 18e corps d’armée, à Tarbes, et prend au moment de la crise de Fachoda une part active à la mise en défense des côtes de l’océan. Alors lieutenant-colonel, il est appelé par le général André à rejoindre l'École d'application de l'artillerie et du génie de Fontainebleau en 1900. Il devient directeur de l’instruction militaire et équestre le 12 octobre 1901. Le 25 décembre 1904, il est promu au grade de colonel ou il commande l’école militaire de l’artillerie et du génie à Versailles. Il reçoit un témoignage de satisfaction du ministre le 1er septembre 1906 pour un « projet d‘amélioration du casernement ».
Il est nommé chef d’état-major du Gouvernement Militaire de Paris le 15 mai 1908, il reçoit ses étoile de général de brigade quelques jours plus tôt. Il reçoit une lettre de félicitations du ministre « pour l’activité, l’intelligence et le dévouement dont il a fait preuve lors des inondations de la Seine en 1910. ». Il est également membre du comité technique d’état-major.
Le 7 février 1912, il est envoyé à Rennes et commande la 19e division d'infanterie et les subdivisions de Guingamp, de Saint-Brieuc, de Rennes et de Vitré. Le 21 décembre 1912, il est promu général de division.

### Première Guerre mondiale
Le 21 juillet 1914, il prend le commandement du 3e corps d’armée à Rouen, en remplacement du général Valabrègue. Il reçoit pour mission de couvrir une partie de la frontière du nord. L’état-major français ne croyait pas à l’envahissement par la Belgique, mais les troupes du Kaiser se portaient sur Liège. Dès la fin de la bataille de Charleroi, le général Sauret est limogé par le général Joffre. Les explications du général Lanrezac, chargé de limoger Sauret sont les suivantes : “ Tu as fait reculer les troupes devant des forces inférieures.” Impossible cependant de prouver cette assertion.
Au contraire, pour le général Sauret, la situation ne pouvait être plus incertaine devant l’absence de doctrine définie par le général Lanrezac, et un corps d’armée tenu dans l’ignorance par le capitaine Lejay, officier de liaison de la 5e armée. Ainsi, après avoir infligé de sévères pertes à l’ennemi par l’action éclatante de la 12e brigade et des tirs particulièrement précis délivrés par le 22e régiment d’artillerie, le général Sauret, devant un drame inévitable, adopte la solution classique de “chercher, par un recul méthodique, à se dérober à l’étreinte menaçante de l’ennemi et à conserver intact le plus de forces possibles pour être en état, ultérieurement, de coopérer efficacement à l’action avec les renforts qui, s’ils ne lui étaient pas annoncés, ne pouvaient pas, dans son esprit, ne pas se trouver quelque part en réserve d‘armée. »
Une autre raison de cette disgrâce ne semblerait pas être d’essence militaire. Lanrezac déclara lors d’une conversation avec le général Percin que “Sauret n’était pas sympathique”. Il fut rangé du côté des traitres pour avoir soustrait par instinct ses troupes à un cataclysme que leur isolement aurait rendu total.
Le 21 décembre 1914, il est placé en 2e section, sur sa demande et pour raisons de santé.
Le général Sauret consacra le reste de sa vie à tenter d’obtenir réparation qui l’aurait disculpé au yeux du public.

## Décorations
- Officier de la Légion d'honneur (1909)[6]
- Officier d’académie
- Médaille d’or de la mutualité
- Médaille commémorative de la guerre 1870-1871
- Médaille commémorative de la guerre 1914-1918
- Médaille interalliée 1914-1918
- Ordre du Mérite agricole
- Officier de l’ordre du Nichan el Anouar